# Meriania quintuplinervia
Meriania quintuplinervia är en tvåhjärtbladig växtart som beskrevs av Charles Victor Naudin. Meriania quintuplinervia ingår i släktet Meriania och familjen Melastomataceae.
Artens utbredningsområde är Colombia. Inga underarter finns listade i Catalogue of Life.